# Го
Го (на японски: 囲碁 „иго“, на китайски: 围棋  „уейци“, на корейски: 바둑 „падук“, на виетнамски: Cờ vây „ко-вей“, а в Тайван се нарича „гое“) е логическа игра, създадена приблизително преди 4300 години, водеща началото си от Древен Китай. Най-старото название на го е „И“ (Yi), споменато в речите на Конфуций („Беседи и съждения“). Исторически са се оформили и други наименования на играта, които представляват всъщност нейни метафори, като „дзуо-ин“ (кит.) или „дза-ин“ (яп.) – „съзерцателно седене в сянка“, „лан-къ“ (кит.) или „ранка“ (яп.) – „изгнил сап“, свързано с известната легенда за дърваря Уан Джъ, който срещнал в планината двама безсмъртни и докато наблюдавал играта им на Го, минало толкова време, че дръжката на брадвата му изгнила; „уан-ю“ – „освобождаване от грижи“; „уън-ки“ – „културната игра“ и други. Смята се за първата логическа игра, създадена от човека. В наши дни го е разпространен по цял свят благодарение на Интернет и се радва на голяма популярност в азиатските страни (предимно Япония, Китай, Северна и Южна Корея, Тайланд).
Играта се характеризира с прости правила и дълбока стратегия. Го изпреварва шахмата със своите безброй варианти на разиграване. Броят на възможните позиции в играта (~2.08×10170) е значително по-голям от предполагаемия брой атоми във вселената (1080). Това значително затруднява създаването на компютърна програма, която да е силен играч. Първата победа на компютърна програма срещу професионален играч в равна игра на дъска 19x19 е реализирана през 2016 г.

## Основни понятия
Върху дъската за го е начертана квадратна решетка от линии. Официалният размер на решетката е 19x19 линии, но правилата могат да се прилагат за всякакви размери. За начинаещи играчи се препоръчват малки дъски с размер 9х9 или 13x13 линии, а напредналите, както и професионалистите, играят на 19х19. Играе се с фигури, които представляват бели и черни камъчета с форма на леща и диаметър около 2 cm (колкото е и разстоянието между линиите на дъската). Камъчетата се поставят върху пресечните точки на линиите.

## Правила

### Ходове
Играчът, който играе с черните камъчета, започва първи. Двамата играчи се редуват да поставят камъчета на свободните места (пресечни точки на линиите) върху дъската. Веднъж поставено, камъче не може да се мести от мястото си, но може да бъде пленено, в който случай то се маха от дъската. Играч може да пропусне хода си, ако желае („пас“), като това обикновено се случва в края на играта.

### Пленяване
Няколко съседни камъчета от един цвят образуват верига (наричана още група, но терминът група се използва и в по-общ смисъл). Камъчетата трябва да са съседни по хоризонтала или вертикала (не по диагонала), за да образуват верига. Веригата може да има произволна форма и се третира като едно цяло. Всички съседни на веригата (по хоризонтала или вертикала) свободни места се наричат свободи. 

Ако една верига (или единично камъче) остане без свободи, тя се пленява и се отстранява от дъската (ходове на черния A и C на илюстрацията).
В повечето системи от правила не допускат ходове, с които играч оставя една от собствените си вериги без свободи (самоубийство) (белият не може да играе B на илюстрацията), освен ако със същия ход се пленява верига на противника (черният може да играе C).

### Ко
Не се допуска ход, с който един играч възстановява положението върху дъската отпреди последния противников ход. Това правило се нарича ко (от японски: вечност, епоха?). Правилото предотвратява безкрайно повторение на една и съща конфигурация, при което всеки от играчите пленява по едно камъче на противника.

### Определяне на резултата
Играта приключва или по взаимно съгласие на играчите, което обикновено се изразява в последователно пасуване и на двамата играчи, или когато единият от тях се предаде.
Пространство, изцяло оградено от камъчета от един цвят (и евентуално от края на дъската), в което няма живи противникови групи (виж по-долу), се нарича територия на играча. Преди броенето всички мъртви групи се отстраняват от дъската и стават пленници.
Възможни са два метода за определяне на резултата: по територия (използван в Япония, Корея, САЩ и Европа) и по площ (използван в Китай и Нова Зеландия). Двата метода почти винаги дават еднакви резултати, тъй като за определяне на резултата е важна само разликата в точките на двамата играчи.
При териториалния метод точките на играча са размерът на териториите му плюс броят пленени противникови камъчета. Играчът с повече точки е победител.
На илюстрацията е показана примерна крайна позиция. Нека „белият“ има 2 пленника и играта е без комѝ (виж по-долу). Резултатът се определя както следва: C3 е мъртва група и става пленник на черния. Преброяват се териториите на двамата играчи – „белият“ има 16 и „черният“ също има 16 (празното място C3, където е било бялото камъче, е част от територията на черния; E9 не е територия на никого, защото не е изцяло оградено от камъчета на един играч). „Черният“ има 16 територия + 1 пленник = 17 точки. „Белият“ има 16 територия + 2 пленника = 18 точки. Разликата е една точка в полза на „белия“, който е победител.

### Комѝ, хандикап и рангове
Тъй като играчът, който започва пръв, има малка преднина, на белия играч се дават допълнително определен (малък) брой точки като компенсация, че играе втори. Тези точки се наричат комѝ. Обикновено коми е в размер на 6.5 (или 7.5) точки, като числото е дробно, за да се предотврати равенство в края на играта. Коми се прибавя към точките на „белия“ играч, преди да се определи победителят.
Когато единият играч е по-добър от другия, по-слабият играч започва пръв. В зависимост от разликата в уменията, той поставя определен брой (от 2 до 9) черни камъчета на маркираните места върху дъската, след което играе „белият“ играч. Поставените камъчета се наричат хандикап. В този случай коми е 0.5 точки или не се използва. За определяне на размера на хандикапа се използва разликата между ранговете на играчите.
Рангът на един играч отразява неговите умения в играта. Ранговете са относителни, тоест показват разлика в уменията в рамките на група от играчи. Традиционно, ранговете се разделят на две групи – дан и кю, като 9 дан са най-силните играчи, в намаляващ ред следват 8 дан и т.н. до 1 дан, след което следва 1 кю, 2 кю и т.н. до 25 – 30 кю. Играч, който знае правилата и е изиграл няколко игри, може да очаква да е в интервала 25 – 30 кю. Разликата в ранговете на двама играчи е равна на размера на хандикапа, който им дава равни шансове да победят. Например, ако единият играч е 2 дан, а другият е 5 дан, се използват 3 камъчета хандикап; ако единият играч е 2 дан, а другият е 3 кю, се използват 4 камъчета хандикап. Ако разликата в ранговете е 1 (напр. 8 кю и 9 кю), тогава по-слабият започва пръв и коми е 0.5.
За дъски с размери, различни от 19x19, коми и хандикап се определят с помощта на таблица в зависимост от разликата в ранговете или не се използват.

### Живот и смърт
Въпреки че понятията за живот и смърт на групите не са включени в правилата, те са важно следствие от правилата за пленяване. Една група е жива, ако противникът не може да я плени, независимо как я атакува. Съответно, групата е мъртва, ако противникът може да я плени, независимо как се защитава играчът. Ако една група например има две отделни вътрешни свободи (наричат се очи), противникът не може да ги запълни едновременно и двете, тоест, групата не може да остане без свободи и не може да бъде пленена. 

 Друг пример е, когато две противникови групи имат само общи свободи (две или повече), никой от двамата играчи не може да запълни последните две свободи, защото запълвайки предпоследната, ще остави собствената си група с една-единствена свобода и противникът може да плени неговата група. Такава ситуация се нарича взаимен живот или „секи“ (от Японски)

## Го в България
С популяризирането на го в България се занимава Българска го асоциация (съкратено БГА). БГА е членка на Европейската и Световна го федерации.